# Puchar Ameryki Południowej w narciarstwie alpejskim 2016
Sezon 2016 Pucharu Ameryki Południowej w narciarstwie alpejskim początkowo miał rozpocząć się 5 sierpnia w argentyńskim Chapelco, jednak z powodu problemów organizacyjnych inauguracja została przeniesiona na 9 sierpnia do innego argentyńskiego ośrodka narciarskiego Cerro Catedral. Ostatnie zawody z tego cyklu zostały rozegrane 28 września 2016 roku w argentyńskim kurorcie Cerro Castor. Zostało rozegranych 16 konkursów dla kobiet i 15 konkursów dla mężczyzn.

## Puchar Ameryki Południowej w narciarstwie alpejskim kobiet
Wśród kobiet Pucharu Ameryki Południowej broniła Noelle Barahona z Chile. Natomiast w tym sezonie najlepsza okazała się Czeszka Ester Ledecká.
W poszczególnych klasyfikacjach tryumfowały:
- zjazd: Noelle Barahona
- slalom: Salome Bancora
- gigant: Nicol Gastaldi i  Maria Belen Simari Birkner
- supergigant: Ester Ledecká
- superkombinacja: Ester Ledecká

## Puchar Ameryki Południowej w narciarstwie alpejskim mężczyzn
Wśród mężczyzn Pucharu Ameryki Południowej bronił Słoweniec Klemen Kosi. Natomiast w tym sezonie najlepszym okazał się Niemiec Josef Ferstl.
W poszczególnych klasyfikacjach tryumfowali:
- zjazd: Thomas Dreßen
- slalom: Sebastiano Gastaldi
- gigant: Sebastiano Gastaldi
- supergigant: Josef Ferstl
- superkombinacja: Martin Čater